# Араньяки
Араньяки — складова частина індуїстських священних текстів шруті, в яких описуються особливо небезпечні ритуали, які потрібно вивчати в пущі, далеко від людей. Слово араньяка означає приналежний до пущі. Араньяки написані пізньоведичним санскритом, типовим для Брахман або Упанішад.

## Інтернет-ресурси
- Rajendralal Mitra, ред. (1872). The Taittiriya Aranyaka. Baptist Mission Press.
- W. Caland, ред. (1907). Baudhayana Srauta Sutra. Asiatic Society.
- Vedic Hinduism Jamison and Witzel (1992), Harvard University (Discusses Vedic literature (including Aranyakas), its history, timeline, diversity and difficulty in translations, and the variation in versions of discovered manuscripts in different parts of India)